# Atletika na Letních olympijských hrách 1996
Atletika na Letních olympijských hrách 1996 probíhala na stadionu Centennial Olympic Stadium v Atlantě. Závody v chůzi na 20 km a na 50 km probíhaly v ulicích města.

## Přehled vítězů

### Muži
| Disciplína                | Zlato | Výkon     | Stříbro | Výkon     | Bronz | Výkon     |
| běh na 100 m              | Donovan Bailey · Kanada (CAN)                                                                                | 9.84      | Frankie Fredericks · Namibie (NAM)                                                                                 | 9.89      | Ato Boldon · Trinidad a Tobago (TRI)                                                                                | 9.90      |
| běh na 200 m              | Michael Johnson · Spojené státy americké (USA)                                                               | 19.32     | Frankie Fredericks · Namibie (NAM)                                                                                 | 19.68     | Ato Boldon · Trinidad a Tobago (TRI)                                                                                | 19.80     |
| běh na 400 m              | Michael Johnson · Spojené státy americké (USA)                                                               | 43.49     | Roger Black · Velká Británie (GBR)                                                                                 | 44.41     | Davis Kamoga · Uganda (UGA)                                                                                         | 44.53     |
| běh na 800 m              | Vebjørn Rodal · Norsko (NOR)                                                                                 | 1:42.58   | Hezekiél Sepeng · Jihoafrická republika (RSA)                                                                      | 1:42.74   | Fred Onyancha · Keňa (KEN)                                                                                          | 1:42.79   |
| běh na 1500 m             | Noureddine Morceli · Alžírsko (ALG)                                                                          | 3:35.78   | Fermín Cacho · Španělsko (ESP)                                                                                     | 3:36.40   | Stephen Kipkorir · Keňa (KEN)                                                                                       | 3:36.72   |
| běh na 5000 metrů         | Vénuste Niyongabo · Burundi (BDI)                                                                            | 13:07.96  | Paul Bitok · Keňa (KEN)                                                                                            | 13:08.16  | Khalid Boulami · Maroko (MAR)                                                                                       | 13:08.37  |
| běh na 10 000 metrů       | Haile Gebrselassie · Etiopie (ETH)                                                                           | 27:07.34  | Paul Tergat · Keňa (KEN)                                                                                           | 27:08.17  | Salah Hissou · Maroko (MAR)                                                                                         | 27:28.59  |
| 110 m překážek            | Allen Johnson · Spojené státy americké (USA)                                                                 | 12.95     | Mark Crear · Spojené státy americké (USA)                                                                          | 13.09     | Florian Schwarthoff · Německo (GER)                                                                                 | 13.17     |
| běh na 400 metrů překážek | Derrick Adkins · Spojené státy americké (USA)                                                                | 47.54     | Samuel Matete · Zambie (ZAM)                                                                                       | 47.78     | Calvin Davis · Spojené státy americké (USA)                                                                         | 47.96     |
| Běh na 3000 m překážek    | Joseph Keter · Keňa (KEN)                                                                                    | 8:07.12   | Moses Kiptanui · Keňa (KEN)                                                                                        | 8:08.33   | Alessandro Lambruschini · Itálie (ITA)                                                                              | 8:11.28   |
| 4 × 100 m štafeta         | Kanada (CAN) · Robert Esmie · Glenroy Gilbert · Bruny Surin · Donovan Bailey · Carlton Chambers*             | 37.69     | Spojené státy americké (USA) · Jon Drummond · Tim Harden · Michael Marsh · Dennis Mitchell · Tim Montgomery*       | 38.05     | Brazílie (BRA) · Arnaldo da Silva · Robson da Silva · Édson Ribeiro · André da Silva                                | 38.41     |
| 4 × 400 m štafeta         | Spojené státy americké (USA) · LaMont Smith · Alvin Harrison · Derek Mills · Anthuan Maybank · Jason Rouser* | 2:55.99   | Velká Británie (GBR) · Iwan Thomas · Jamie Baulch · Mark Richardson · Roger Black · Mark Hylton* · Du'aine Ladejo* | 2:56.60   | Jamajka (JAM) · Michael McDonald · Greg Haughton · Roxbert Martin · Davian Clarke · Dennis Blake* · Garth Robinson* | 2:59.42   |
| Maratonský běh            | Josia Thugwane · Jihoafrická republika (RSA)                                                                 | 2:12:36   | Lee Bong-Ju · Jižní Korea (KOR)                                                                                    | 2:12:39   | Erick Wainaina · Keňa (KEN)                                                                                         | 2:12:44   |
| Chůze na 20 km (silnice)  | Jefferson Pérez · Ekvádor (ECU)                                                                              | 1:20:07   | Ilja Markov · Rusko (RUS)                                                                                          | 1:20:16   | Bernardo Segura · Mexiko (MEX)                                                                                      | 1:20:23   |
| Chůze na 50 km (silnice)  | Robert Korzeniowski · Polsko (POL)                                                                           | 3:43:30   | Michail Ščennikov · Rusko (RUS)                                                                                    | 3:43:36   | Valentí Massana · Španělsko (ESP)                                                                                   | 3:44:19   |
| Skok do dálky             | Carl Lewis · Spojené státy americké (USA)                                                                    | 8.50 m    | James Beckford · Jamajka (JAM)                                                                                     | 8.29 m    | Joe Greene · Spojené státy americké (USA)                                                                           | 8.24 m    |
| Trojskok                  | Kenny Harrison · Spojené státy americké (USA)                                                                | 18.09 m   | Jonathan Edwards · Velká Británie (GBR)                                                                            | 17.88 m   | Yoelbi Quesada · Kuba (CUB)                                                                                         | 17.44 m   |
| Skok do výšky             | Charles Austin · Spojené státy americké (USA)                                                                | 2.39 m    | Artur Partyka · Polsko (POL)                                                                                       | 2.37 m    | Steve Smith · Velká Británie (GBR)                                                                                  | 2.35 m    |
| Skok o tyči               | Jean Galfione · Francie (FRA)                                                                                | 5.92 m    | Igor Tranděnkov · Rusko (RUS)                                                                                      | 5.92 m    | Andrej Tivončik · Německo (GER)                                                                                     | 5.92 m    |
| Vrh koulí                 | Randy Barnes · Spojené státy americké (USA)                                                                  | 21.62 m   | John Godina · Spojené státy americké (USA)                                                                         | 20.79 m   | Oleksandr Bahač · Ukrajina (UKR)                                                                                    | 20.75 m   |
| Hod diskem                | Lars Riedel · Německo (GER)                                                                                  | 69.40 m   | Vladimir Dubrovščik · Bělorusko (BLR)                                                                              | 66.60 m   | Vasilij Kaptjuk · Bělorusko (BLR)                                                                                   | 65.80 m   |
| Hod oštěpem               | Jan Železný · Česko (CZE)                                                                                    | 88.16 m   | Steve Backley · Velká Británie (GBR)                                                                               | 87.44 m   | Seppo Räty · Finsko (FIN)                                                                                           | 86.98 m   |
| Hod kladivem              | Balázs Kiss · Maďarsko (HUN)                                                                                 | 81.24 m   | Lance Deal · Spojené státy americké (USA)                                                                          | 81.12 m   | Oleksandr Krykun · Ukrajina (UKR)                                                                                   | 80.02 m   |
| Desetiboj                 | Dan O'Brien · Spojené státy americké (USA)                                                                   | 8824 bodů | Frank Busemann · Německo (GER)                                                                                     | 8706 bodů | Tomáš Dvořák · Česko (CZE)                                                                                          | 8664 bodů |

* Sportovci kteří běželi v rozbězích a také obdrželi medaili.

### Ženy
| Disciplína                | Zlato | Výkon     | Stříbro | Výkon     | Bronz | Výkon     |
| běh na 100 m              | Gail Deversová · Spojené státy americké (USA)                                                                           | 10.94     | Merlene Otteyová · Jamajka (JAM)                                                                             | 10.94     | Gwen Torrenceová · Spojené státy americké (USA)                                                                                  | 10.96     |
| běh na 200 m              | Marie-José Pérecová · Francie (FRA)                                                                                     | 22.12     | Merlene Otteyová · Jamajka (JAM)                                                                             | 22.24     | Mary Onyaliová · Nigérie (NGR)                                                                                                   | 22.38     |
| běh na 400 m              | Marie-José Pérecová · Francie (FRA)                                                                                     | 48.25     | Cathy Freemanová · Austrálie (AUS)                                                                           | 48.63     | Falilat Ogunkoya · Nigérie (NGR)                                                                                                 | 49.10     |
| běh na 800 m              | Světlana Mastěrkovová · Rusko (RUS)                                                                                     | 1:57.73   | Ana Fidelia Quirotová · Kuba (CUB)                                                                           | 1:58.11   | Maria Mutolaová · Mosambik (MOZ)                                                                                                 | 1:58.71   |
| běh na 1500 m             | Světlana Mastěrkovová · Rusko (RUS)                                                                                     | 4:00.83   | Gabriela Szabóová · Rumunsko (ROU)                                                                           | 4:01.54   | Theresia Kieslová · Rakousko (AUT)                                                                                               | 4:03.02   |
| běh na 5000 metrů         | Wang Ťün-sia · Čína (CHN)                                                                                               | 14:59.88  | Pauline Kongaová · Keňa (KEN)                                                                                | 15:03.49  | Roberta Brunetová · Itálie (ITA)                                                                                                 | 15:07.52  |
| běh na 10 000 metrů       | Fernanda Ribeirová · Portugalsko (POR)                                                                                  | 31:01.63  | Wang Ťün-sia · Čína (CHN)                                                                                    | 31:02.59  | Gete Wamiová · Etiopie (ETH) | 31:06.65  |
| 100 metrů překážek        | Ludmila Engquistová · Švédsko (SWE)                                                                                     | 12.58     | Brigita Bukovecová · Slovinsko (SLO)                                                                         | 12.59     | Patricia Girardová · Francie (FRA)                                                                                               | 12.65     |
| běh na 400 metrů překážek | Deon Hemmingsová · Jamajka (JAM)                                                                                        | 52.82     | Kim Battenová · Spojené státy americké (USA)                                                                 | 53.08     | Tonja Bufordová-Baileyová · Spojené státy americké (USA)                                                                         | 53.22     |
| 4 × 100 m štafeta         | Spojené státy americké (USA) · Chryste Gaines · Gail Deversová · Inger Millerová · Gwen Torrenceová · Carlette Guidry*  | 41.95     | Bahamy (BAH) · Eldece Clarke · Chandra Sturrupová · Savatheda Fynes · Pauline Davisová · Debbie Fergusonová* | 42.14     | Jamajka (JAM) · Michelle Freemanová · Juliet Cuthbertová · Nikole Mitchell · Merlene Otteyová · Gillian Russell* · Andrea Lloyd* | 42.24     |
| 4 × 400 m štafeta         | Spojené státy americké (USA) · Rochelle Stevens · Maicel Malone-Wallace · Kim Graham · Jearl Milesová · Linetta Wilson* | 3:20.91   | Nigérie (NGR) · Olabisi Afolabi · Fatima Yusuf · Charity Opara · Falilat Ogunkoya                            | 3:21.04   | Německo (GER) · Uta Rohländer · Linda Kisabaka · Anja Rücker · Grit Breuerová                                                    | 3:21.14   |
| Maratonský běh            | Fatuma Roba · Etiopie (ETH)                                                                                             | 2:26:05   | Valentina Jegorovová · Rusko (RUS)                                                                           | 2:28:05   | Júko Arimoriová · Japonsko (JPN)                                                                                                 | 2:28:39   |
| Chůze na 10 km (silnice)  | Jelena Nikolajevová · Rusko (RUS)                                                                                       | 41:49     | Elisabetta Perroneová · Itálie (ITA)                                                                         | 42;12     | Wang Jen · Čína (CHN) | 42:19     |
| Skok do dálky             | Chioma Ajunwa · Nigérie (NGR)                                                                                           | 7.12 m    | Fiona Mayová · Itálie (ITA)                                                                                  | 7.02 m    | Jackie Joynerová-Kerseeová · Spojené státy americké (USA)                                                                        | 7.00 m    |
| Trojskok                  | Inessa Kravecová · Ukrajina (UKR)                                                                                       | 15.33 m   | Inna Lasovská · Rusko (RUS)                                                                                  | 14.98 m   | Šárka Kašpárková · Česko (CZE)                                                                                                   | 14.98 m   |
| Skok do výšky             | Stefka Kostadinovová · Bulharsko (BUL)                                                                                  | 2.05 m    | Niki Bakogianniová · Řecko (GRE)                                                                             | 2.03 m    | Inga Babakovová · Ukrajina (UKR)                                                                                                 | 2.01 m    |
| Vrh koulí                 | Astrid Kumbernussová · Německo (GER)                                                                                    | 20.56 m   | Suej Sin-mej · Čína (CHN)                                                                                    | 19.88 m   | Irina Chudoroškinová · Rusko (RUS)                                                                                               | 19.35 m   |
| Hod diskem                | Ilke Wyluddaová · Německo (GER)                                                                                         | 69.66 m   | Natalja Sadovová · Rusko (RUS)                                                                               | 66.48 m   | Jellina Zverevová · Bělorusko (BLR)                                                                                              | 65.64 m   |
| Hod oštěpem               | Heli Rantanenová · Finsko (FIN)                                                                                         | 67.94 m   | Louise McPaulová · Austrálie (AUS)                                                                           | 65.54 m   | Trine Hattestadová · Norsko (NOR)                                                                                                | 64.98 m   |
| Sedmiboj                  | Gáda Šuáová · Sýrie (SYR)                                                                                               | 6780 bodů | Natalja Sazanovičová · Bělorusko (BLR)                                                                       | 6563 bodů | Denise Lewisová · Velká Británie (GBR)                                                                                           | 6489 bodů |

* Sportovci kteří běželi v rozbězích a také obdrželi medaili.

## Medailové pořadí
| Umístění | Stát                         | Zlato | Stříbro | Bronz | Celkem |
| -------- | ---------------------------- | ----- | ------- | ----- | ------ |
| 1        | Spojené státy americké (USA) | 13    | 5       | 5     | 23     |
| 2        | Rusko (RUS)                  | 3     | 6       | 1     | 10     |
| 3        | Německo (GER)                | 3     | 1       | 3     | 7      |
| 4        | Francie (FRA)                | 3     | 0       | 1     | 4      |
| 5        | Etiopie (ETH)                | 2     | 0       | 1     | 3      |
| 6        | Kanada (CAN)                 | 2     | 0       | 0     | 2      |
| 7        | Keňa (KEN)                   | 1     | 4       | 3     | 8      |
| 8        | Jamajka (JAM)                | 1     | 3       | 2     | 6      |
| 9        | Čína (CHN)                   | 1     | 2       | 1     | 4      |
| 10       | Nigérie (NGR)                | 1     | 1       | 2     | 4      |
| 11       | Polsko (POL)                 | 1     | 1       | 0     | 2      |
| 11       | Jihoafrická republika (RSA)  | 1     | 1       | 0     | 2      |
| 13       | Ukrajina (UKR)               | 1     | 0       | 3     | 4      |
| 14       | Česko (CZE)                  | 1     | 0       | 2     | 3      |
| 15       | Finsko (FIN)                 | 1     | 0       | 1     | 2      |
| 15       | Norsko (NOR)                 | 1     | 0       | 1     | 2      |
| 17       | Alžírsko (ALG)               | 1     | 0       | 0     | 1      |
| 17       | Bulharsko (BUL)              | 1     | 0       | 0     | 1      |
| 17       | Burundi (BDI)                | 1     | 0       | 0     | 1      |
| 17       | Ekvádor (ECU)                | 1     | 0       | 0     | 1      |
| 17       | Maďarsko (HUN)               | 1     | 0       | 0     | 1      |
| 17       | Portugalsko (POR)            | 1     | 0       | 0     | 1      |
| 17       | Švédsko (SWE)                | 1     | 0       | 0     | 1      |
| 17       | Sýrie (SYR)                  | 1     | 0       | 0     | 1      |
| 25       | Velká Británie (GBR)         | 0     | 4       | 2     | 6      |
| 26       | Bělorusko (BLR)              | 0     | 2       | 2     | 4      |
| 26       | Itálie (ITA)                 | 0     | 2       | 2     | 4      |
| 28       | Austrálie (AUS)              | 0     | 2       | 0     | 2      |
| 28       | Namibie (NAM)                | 0     | 2       | 0     | 2      |
| 30       | Kuba (CUB)                   | 0     | 1       | 1     | 2      |
| 30       | Španělsko (ESP)              | 0     | 1       | 1     | 2      |
| 32       | Bahamy (BAH)                 | 0     | 1       | 0     | 1      |
| 32       | Řecko (GRE)                  | 0     | 1       | 0     | 1      |
| 32       | Jižní Korea (KOR)            | 0     | 1       | 0     | 1      |
| 32       | Rumunsko (ROU)               | 0     | 1       | 0     | 1      |
| 32       | Slovinsko (SLO)              | 0     | 1       | 0     | 1      |
| 32       | Zambie (ZAM)                 | 0     | 1       | 0     | 1      |
| 38       | Maroko (MAR)                 | 0     | 0       | 2     | 2      |
| 38       | Trinidad a Tobago (TRI)      | 0     | 0       | 2     | 2      |
| 40       | Rakousko (AUT)               | 0     | 0       | 1     | 1      |
| 40       | Brazílie (BRA)               | 0     | 0       | 1     | 1      |
| 40       | Japonsko (JPN)               | 0     | 0       | 1     | 1      |
| 40       | Mexiko (MEX)                 | 0     | 0       | 1     | 1      |
| 40       | Mosambik (MOZ)               | 0     | 0       | 1     | 1      |
| 40       | Uganda (UGA)                 | 0     | 0       | 1     | 1      |